# 福拉多·耶克尼奇
福拉多·耶克尼奇 （Bлaдo Jeкнић，1983年8月14日—），黑山足球运动员，现效力于中甲球队福建骏豪。

## 俱乐部生涯
福拉多·耶克尼奇曾经在德乙的布格豪森俱乐部效力 ，后来去了匈牙利的迪欧斯捷尔VTK。2010年7月，他转会到了北京八喜。2012年3月，加盟福建骏豪。

## 国家队生涯
2007年3月蒙特內哥羅国家足球队成立并与匈牙利国家足球队比赛时他便是队中成员之一。